# Dead Flowers
"Dead Flowers" is een nummer van de Britse band The Rolling Stones. Het nummer verscheen als de negende track op hun album Sticky Fingers uit 1971.

## Achtergrond
"Dead Flowers" is geschreven door zanger Mick Jagger en gitarist Keith Richards en geproduceerd door Jimmy Miller. Het nummer werd in april 1970 opgenomen in de Olympic Studios in Londen. De tekst van het nummer klinkt donker en refereert onder meer aan het injecteren van heroïne. Het werd geschreven toen de Rolling Stones meer de kant van de countrymuziek opgingen, toen de schrijfstijl van Richards werd beïnvloed door zijn vriendschap met Gram Parsons. Jagger vertelde hierover: "De countrynummers die we later opnamen, zoals "Dead Flowers" van Sticky Fingers of "Far Away Eyes" van Some Girls, zijn iets anders dan onze vroegere nummers. De muziek wordt normaal gespeeld, maar ik ben degene die er niet helemaal inzit, omdat ik vind dat ik een blueszanger ben en geen countryzanger - ik denk dat het meer bij de stem van Keith past."
Zowel Richards als Mick Taylor spelen op "Dead Flowers" de country-achtige gitaar. De partij van Richards dient voornamelijk als antwoord op de zang van Jagger, terwijl het spel van Taylor dient als tegenhanger van de zang in het refrein. Taylor speelt tevens de gitaarsolo, die dient als de vervanger van een derde couplet.
"Dead Flowers" werd live gespeeld tijdens de tournees van Sticky Fingers en Exile on Main St. tussen 1970 en 1972, en opnieuw tijdens de tournee ter promotie van Black and Blue in 1976. Hierna werd het pas weer gespeeld tijdens de Steel Wheels-tournee in 1989. Een liveversie uit 1995 is te horen op het album Stripped.

## NPO Radio 2 Top 2000
| Nummer met noteringen in de NPO Radio 2 Top 2000 | '03 | '04 | '05 | '06 | '07  | '08  | '09  | '10  | '11  | '12  | '13  | '14  | '15  | '16  | '17  |
| ------------------------------------------------ | --- | --- | --- | --- | ---- | ---- | ---- | ---- | ---- | ---- | ---- | ---- | ---- | ---- | ---- |
| Dead Flowers                                     | 940 | 994 | -   | 956 | 1296 | 1350 | 1500 | 1379 | 1400 | 1244 | 1626 | 1681 | 1893 | 1907 | 1923 |

1. ↑  Een '-' betekent dat het nummer niet was genoteerd en een vetgedrukt getal geeft de hoogste notering aan.
2. ↑  2003 was het eerste jaar met een notering voor dit nummer.
3. ↑  Deze tabel is bijgewerkt tot en met de laatste editie (2024).